# Colobothea mimetica
Colobothea mimetica är en skalbaggsart som beskrevs av Aurivillius 1902. Colobothea mimetica ingår i släktet Colobothea och familjen långhorningar. Inga underarter finns listade i Catalogue of Life.